# Анашкин, Иван Николаевич
Ива́н Никола́евич Ана́шкин (4 апреля 1919 года, село Желудево, Рязанская губерния — 5 апреля 2005 года, Москва) — советский военный деятель, генерал-лейтенант артиллерии.

## Биография
Родился 4 апреля 1919 года в семье крестьян Елизаветы Ивановны и Николая Трофимовича Анашкиных.
С окончанием в 1935 году средней школы поступил в сельскохозяйственный техникум.
В 1936 году, после окончания первого курса техникума поступил в Рязанское артиллерийское училище, которое окончил в 1938 году.
С 1938 по 1941 годы командир взвода курсантов Рязанского артиллерийского училища.

## Великая Отечественная война
С октября по декабрь 1941 года командир батареи реактивных миномётов БМ-13 на Брянском фронте и Западном фронте. Был награждён орденом Красного Знамени.

От огня его батареи при огневом налете по скоплению противника в районе, 800 метров Северо-Западнее д. Ново-Александровка 24.11.41 г. — до 300 солдат, 4 танка и взвод автоматчиков. При огневом налете 23.11.41 г. по деревне Устье, где сконцентрировалось большое количество вражеской пехоты, уничтожено его батареей до 500 немецких солдат.— Из наградного листа орденом Красного Знамени

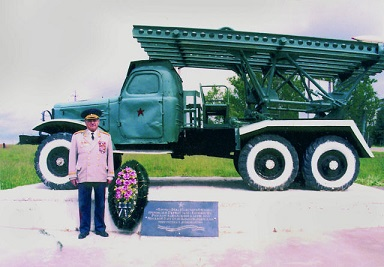
Генерал-лейтенант артиллерии И. Н. Анашкин у памятника «Катюше»

26 ноября 1941 года в газете «Красная звезда» был опубликован снимок артиллеристов-гвардейцев: командира батареи лейтенанта И. Анашкина, старшего сержанта Н. Парамонова и зам. политрука С. Ширина.
В селе Каринское Московской области на месте, откуда в ноябре 1941 года 5-м отдельным гвардейским миномётным дивизионом, в составе которого была батарея Анашкина, по войскам противника был произведён огневой залп «катюш», установлен памятник.
С декабря 1941 года по январь 1943 года командир 5-го гвардейского отдельного миномётного дивизиона на Брянском фронте.
С января по октябрь 1943 года начальник штаба 323-го гвардейского миномётного полка на Брянском фронте и Центральном фронте.
С октября 1943 года по май 1944 года старший помощник, затем начальник отдела оперативной группы ГМЧ 1-го Белорусского фронта.
С мая 1944 года по октябрь 1944 года заместитель, а с октября 1944 года командир 311-го гвардейского миномётного Бобруйско-Берлинского Краснознаменного орденов Кутузова, Богдана Хмельницкого и Александра Невского полка 1-го Белорусского фронта. Во время этого периода службы был награждён орденами Ленина и Александра Невского.

Разумная инициатива, быстрая ориентация в обстановке и смелое принятие решений подполковником Анашкиным обеспечили успех наступающим. В результате залпов, произведенных его командой, контратака противника с направления сев. окр. Чернин была отражена, а пехота, накопившаяся для контратаки была рассеяна и частично уничтожена.— Из наградного листа орденом Александра Невского

За период операции по прорыву обороны противника на подступах к г. Берлину и при овладении г. Берлин, 311 ГМП руководимый т. Анашкиным показал высокие образцы отваги и мужества. За период с 16.04.45 по 28.04.45 г. огнём полка было уничтожено до 800 солдат и офицеров, подавлено до 10 арт. и мин. батарей, уничтожено до 18 машин и 6 орудий и подавлено 12 узлов сопротивления.— Из наградного листа орденом Ленина

## Послевоенная служба
До октября 1946 года командовал 311-м гвардейским миномётным Бобруйско-Берлинским Краснознаменным орденов Кутузова, Богдана Хмельницкого и Александра Невского полком в составе Группы советских оккупационных войск в Германии.
С октября 1946 года по октябрь 1947 года был слушателем Ленинградской высшей офицерской школы.
С октября 1947 года по февраль 1949 года заместитель командира 134-й гвардейской миномётной бригады в Группе советских оккупационных войск в Германии.
С февраля 1949 года по октябрь 1951 года командир дивизиона курсантов в Рязанском артиллерийском училище.
С октября 1951 года по ноябрь 1955 года слушатель Военной академии имени М. В. Фрунзе.
С ноября 1955 года по март 1958 года командир 8-й гвардейской миномётной бригады Киевского военного округа.
С марта 1958 года по апрель 1961 года заместитель начальника училища — начальник учебного отдела Рязанского артиллерийского училища.
С апреля 1961 года по сентябрь 1964 года командир 81-й артиллерийской дивизии Прикарпатского военного округа .
С сентября 1964 года по август 1969 года заместитель начальника управления боевой подготовки ракетных войск и артиллерии Сухопутных войск.
С августа 1969 года по август 1982 года начальник управления боевой подготовки и вузов — заместитель командующего ракетными войсками и артиллерией Сухопутных войск.
В период Афганской войны с 1980 года по 1982 год генерал-лейтенант артиллерии Анашкин находился в составе Оперативной группы Министерства обороны СССР. Из боевой характеристики: 

В ходе боевых действий проявил смелость, решительность и инициативу. Приобрел большой опыт боевого применения артиллерии при действиях в горах. Хороший организатор. Умеет готовить части к боевым действиям и мобилизовать их на выполнение задач. За успешное выполнение задач по оказанию интернациональной помощи Афганистану награждён орденом «Боевое Красное Знамя». — Маршал Советского Союза С. Л. Соколов
Многие годы являлся членом редколлегии журнала «Военный вестник».
В феврале 1983 года вышел в отставку в звании генерал-лейтенанта.
В течение многих лет возглавлял объединённый совет ветеранов гвардейских миномётных частей и частей артиллерии РВГК.
Скончался 5 апреля 2005 года в Москве. Похоронен на Николо-Архангельском кладбище в Москве.

## Семья

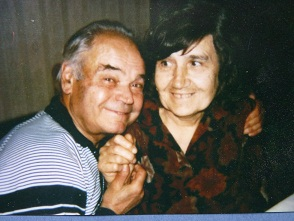
С женой Антониной Федосеевной

Отец Николай Трофимович (1898—1943) погиб в боях под Ленинградом в 1943 году. Мама Елизавета Ивановна (1900—1934) погибла от рук бандитов.
Прожил более 50 лет в браке с Антониной Федосеевной Анашкиной (Коваленко) (1922—2001). Воспитали двух дочерей Алевтину (1948—2004) и Ольгу, сына Александра.
Внуки: Елена, Иван, Лидия, Борис, Александр. Правнуки: Евгений, Семен, Михаил, Татьяна, Борис, Анна, Арсений, Екатерина.

## Награды
- Орден Почёта (№ 12276, 1995 г)
- Орден Ленина (№ 92160, 05. 1945 г)
- Четыре ордена Красного Знамени (№ 28273, 01. 1942 г., № 90833, 01. 1944 г.,№ 141158, 10. 1956 г.,№ 551193, 01. 1981 г.)
- Орден Суворова III степени (№ 2905, 01. 1945г)
- Орден Александра Невского (СССР) (№ 8888, 07. 1944г)
- Орден Трудового Красного Знамени (№ 758111, 04.1975)
- Два ордена Отечественной войны I степени (№ 90833, 08. 1943 г., № 1463293, 03. 1985 г.)
- Три ордена Красной Звезды (№ 3026895, 10. 1951 г., № 3523325., № 3733532, 09. 1981 г.)
- Медаль За боевые заслуги (№ 3188573, 10. 1946)
- Медали СССР
- Орден Крест Храбрых (Польша), Орден Красного Знамени (Афганистан)
- Медали Польши, ГДР, Болгарии, Монголии, Чехословакии, Белоруссии, Афганистана
- Знак «50 лет пребывания в КПСС» (от ЦК КПСС)
- Почётная грамота Московской городской Думы[2]
- Почётный гражданин города Звенигород[3]
- Почётный гражданин посёлка Каринское (Московская область)
- Почётный член Академии Военных Наук

## Публикации
- Анашкин И. Н., Белокур М. Н. Справочник сержанта артиллерии. — М.: Воениздат, 1981. — 232 с.
- Анашкин И. Н. Тренировочные и имитационные средства наземной артиллерии. — М.: Воениздат, 1977;
- Анашкин И. Н. Гвардейским миномётным 60. — М.: ООО «Фирма Печатный двор», 2001.
- Анашкин И. Н. На службе военной и гражданской. — М.: ООО «Фирма Печатный двор», 2009.
- Анашкин И. Н. От солдата до генерала: Воспоминания о войне. Т. 10
- Анашкин И. Н. Статья о маршале артиллерии В. И. Казакове
- Анашкин И. Н. Статья «Дети в чрезвычайных ситуациях»
- Анашкин И. Н. Новые способы применения артиллерии в сражениях советских войск в 1943 году // Военная наука и оборонная политика. — 2003. — № 2. — С. 48-54.